# Xã Walker, Quận Hancock, Illinois
Xã Walker (tiếng Anh: Walker Township) là một xã thuộc quận Hancock, tiểu bang Illinois, Hoa Kỳ. Năm 2010, dân số của xã này là 333 người.